# Давидов Віталій Семенович
Віталій Семенович Давидов (рос. Виталий Семенович Давыдов; нар. 3 квітня 1939, Москва, СРСР) — радянський хокеїст, захисник. Олімпійський чемпіон.

## Із біографії
Один з найкращих захисників в історії радянського та російського хокею виступав за московське «Динамо» (1957–1973). Сім разів був срібним призером національного чемпіонату та п'ять — бронзовим. Всього в лізі провів 502 матчі та забив 37 голів. Володар кубка СРСР 1972. За результатами сезону обирався до символічної збірної.
У складі національної збірної був учасником трьох Олімпіад (1964, 1968, 1972). На цих турнірах збірна СРСР була найсильнішою.
Чемпіон світу 1963–1971. На чемпіонатах Європи — вісім золотих та одна срібна нагорода. В 1967 році був визнаний найкращим захисником турніру.
У складі головної команди країни виступав протягом дванадцяти років. На Олімпійських іграх та чемпіонатах світу провів 72 матчі (2 закинуті шайби), а всього у складі збірної СРСР — 178 матчів (8 голів).
Відразу після завершення ігрової кар'єри почав працювати у тренерському штабі «Динамо». Протягом двох сезонів був головним тренером клубу (1979-1981). Одночасно працював з юніорською та молодіжною збірними СРСР. У 1981 році очолює «Уйпешт Дожу». За три сезони угорська команда дві перемогла у чемпіонаті та здобула кубок країни. Паралельно працював із збірною Угорщини. З 1984 по 1995 рік — тренер, а згодом начальник клубу «Динамо» (Москва). Три сезони очолював німецький «Трір». З 1998 року — віце-призедент хокейного клубу «Динамо»

## Державні нагороди та почесні звання
- 1963 — Заслужений майстер спорту СРСР
- 1965 — Медаль «За трудову доблесть»
- 1968 — Орден «Знак Пошани»
- 1969 — Медаль «За трудову доблесть»
- 1972 — Орден Трудового Червоного Прапора
- 1979 — Орден «Знак Пошани»
- 1979 — Заслужений тренер СРСР
- 2004 — член зали слави ІІХФ
- 2011 — Орден «За заслуги перед Вітчизною» IV ступеня

## Спортивні досягнення

### Гравець
- Олімпійський чемпіон (3): 1964, 1968, 1972
- Чемпіон світу (9): 1963, 1964, 1965, 1966, 1967, 1968, 1969, 1970, 1971
- Чемпіон Європи (8): 1963, 1964, 1965, 1966, 1967, 1968, 1969, 1970
- Срібний призер чемпіонату Європи (1): 1971
- Срібний призер чемпіонату СРСР (7): 1959, 1960, 1962, 1963, 1964, 1971, 1972
- Бронзовий призер чемпіонату СРСР (5): 1958, 1966, 1967, 1968, 1969
- Володар кубка СРСР (1): 1972
- Фіналіст кубка СРСР (3): 1966, 1969, 1970

### Тренер
- Чемпіон світу серед юніорських команд (1): 1976
- Чемпіон світу серед молодіжних команд (3): 1977, 1978, 1979
- Срібний призер чемпіонату СРСР (1): 1980
- Чемпіон Угорщини (2): 1982, 1983
- Володар кубка Угорщини (1): 1984